# کوه سنت-ویکتور با کاج بزرگ
کوه سنت-ویکتور با کاج بزرگ (انگلیسی: Mont Sainte-Victoire with Large Pine) نقاشی رنگ روغن بر روی بوم اثر هنرمند فرانسوی، پل سزان است که احتمالاً حوالی سال ۱۸۸۷ خلق شده‌است. این اثر هنرمند امروزه متعلق به موسسه هنر کورتولد و در گالری خانه سامرست به نمایش گذاشته شده‌است. نقاشی متعلق به مجموعه‌ای از نقاشی‌های رنگ روغن کوه سنت-ویکتور است که سزان در طول زندگی حرفه‌ای خود کشیده‌است.
موضوع نقاشی، کوه سنت-ویکتور در پرووانس، واقع در جنوب فرانسه است. سزان در آن دوران، زمان زیادی را در اکس-آن-پرووانس می‌گذراند و رابطهٔ خاصی با مناظر ایجاد کرد. این نقاشی نمایشگر کوه موصوف است که از مونبریانت اکس-آن-پرووانس دیده می‌شود. علاوه بر این، سزان پل راه‌آهن بر روی درهٔ رودخانه آرک را نیز در مرکز سمت راست این اثر هنری به تصویر کشیده‌است.